# Juan de Robles
Juan de Robles (Medina del Campo, Valladolid, 1492 - Salamanca, 1572) va ser un frare de l'Orde de Sant Benet del Monestir de Montserrat (Barcelona) que va arribar a ocupar alts càrrecs en la seva ordre. Va ser abat de diferents convents de l'ordre, com el de Sant Vicent de Salamanca, Sant Pedro de Arlanza, Sant Martín de Santiago o Santa María la Real de Nájera. El 1561 va ser nomenat qualificador dels escrits de l'arquebisbe de Toledo Bartolomé de Carranza pel consell de la Inquisició. El 1572 decidí renunciar a continuar essent abat i es va retirar a Montserrat, on moriria.
Va aconseguir fama com a traductor, fent una traducció al castellà de la regla de Benet de Núrsia, fundador de l'orde benedictí. La seva obra mestra de traducció va ser Nova translació i interpretació dels quatre Evangelis (1573) de la qual existeix un manuscrit a L'Escorial (Madrid). Lamentablement, aquesta obra no va ser editada fins a principis del segle xx; les raons de la seva postergació semblen clares: Juan de Robles va viure en plena etapa de la Contrareforma (segle xvi), quan les traduccions de la Sagrada Escriptura a llengües vernacles ja estaven sota la prohibició de la Inquisició. No obstant això, l'editor (1906) de la traducció dels Evangelis diu de la mateixa que és una obra notable i clàssica, estant convençut que es tracta de la millor de les traduccions conegudes, feta a consciència i acarant els còdexs més importants.
Va publicar un Tractat sobre l'almoina. La seva obra va prefigurar el concepte de justícia social.